# أندرياس شميدت
اندرياس شميدت (بالألمانية: Andreas Schmidt) (و. 1963 – م) هو ممثل، ومغن، وممثل صوت، ومخرج مسرحي، وممثل مسرحي، وممثل أفلام من ألمانيا .

## وصلات خارجية
- أندرياس شميدت على موقع IMDb (الإنجليزية)
- أندرياس شميدت على موقع روتن توميتوز (الإنجليزية)
- أندرياس شميدت على موقع مونزينجر (الألمانية)
- أندرياس شميدت على موقع ألو سيني (الفرنسية)
- أندرياس شميدت على موقع ميوزك برينز (الإنجليزية)
- أندرياس شميدت على موقع أول موفي (الإنجليزية)
- أندرياس شميدت على موقع قاعدة بيانات الأفلام السويدية (السويدية)
- أندرياس شميدت على موقع ديسكوغز (الإنجليزية)
- أندرياس شميدت على موقع قاعدة بيانات الفيلم (الإنجليزية)
- أندرياس شميدت على موقع كينوبويسك (الروسية)